# Ol'ha Firsova
Ol'ha Firsova (in ucraino Ольга Фірсова?; Kiev, 23 aprile 1976) è un'ex cestista e dirigente sportiva ucraina naturalizzata statunitense, professionista nella WNBA.

## Carriera
È stata selezionata dalle New York Liberty al primo giro del Draft WNBA 2000 (13ª scelta assoluta).
Con l'Ucraina ha disputato i Campionati europei del 1997.